# Queen’s Royal Lancers

Tactical Recognition Flash der Queen’s Royal Lancers

Die Queen’s Royal Lancers waren ein Kavallerieregiment der britischen Armee, das von 1993 bis 2015 bestand und Teil des Royal Armoured Corps war.

## Geschichte

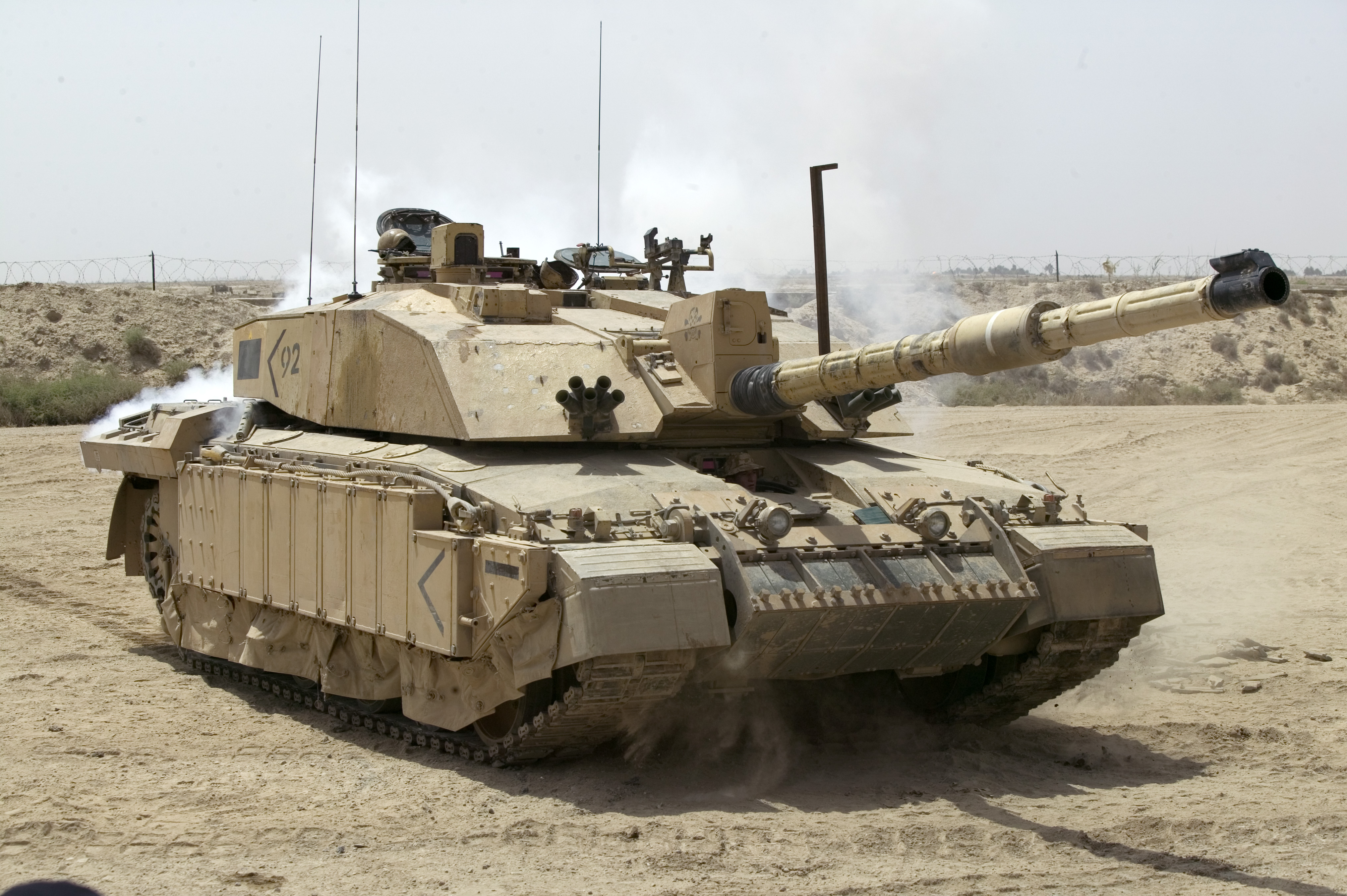
Challenger 2 der Queen’s Royal Lancers im Irak, 2004

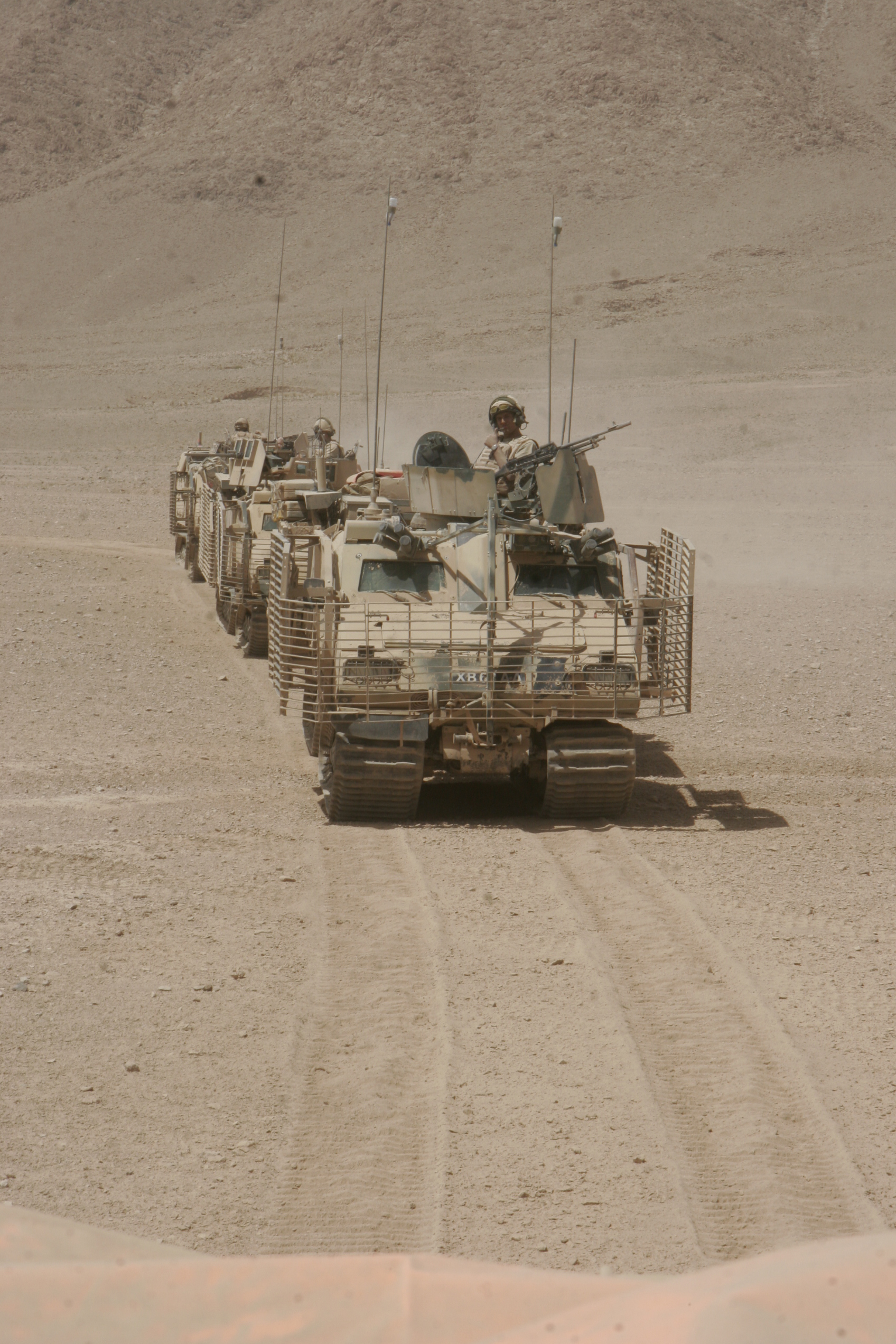
Fahrzeuge der Queen’s Royal Lancers in Afghanistan, 2008

Das Regiment wurde am 25. Juni 1993 gegründet, durch Verschmelzung der 16th/5th The Queen’s Royal Lancers mit den 17th/21st Lancers. Das Regiment führt die Traditionen und Battle Honours seiner Vorgängerregimenter weiter. Es bestand aus vier Schwadronen, von denen jede die Traditionen eines ihrer vier Vorgängerregimenter (16th, 17th, 21st und 5th Lancers) fortführte. Die Einheit war Teil des Royal Armoured Corps.
Das Regiment war zunächst mit Challenger-1-Kampfpanzern ausgerüstet und von 1993 bis 2003 mit der 4th Armoured Brigade in Osnabrück in Deutschland stationiert. Im Laufe des folgenden Jahrzehnts diente es auch als Friedenstruppe in Zypern (1994–1995 und 2000–2001), Bosnien (1995, 1998 und 2002) und im Kosovo (1999) und nahm auch an Trainingsübungen in Kanada und Polen teil.
2003 wurden zwei Schwadronen des Regiments im Irakkrieg eingesetzt, ausgerüstet mit Challenger-2-Kampfpanzern. 2004 schlossen sich ihnen die beiden verbliebenen Schwadronen an. Im folgenden Jahr wurde das Regiment zu einer Aufklärungstruppe umfunktioniert. Es wurde mit gepanzerten Scimitar-Spähpanzer und Land Rovers mit Waffenmontagekits ausgestattet. Von 2006 bis 2007 war das Regiment erneut im Irak und verbrachte sieben Monate im Einsatz in den südlichen Wüsten.
Von 2008 bis 2010 und erneut von 2012 bis 2013 diente das Regiment in Afghanistan und half dort bei den Sicherheits- und Wiederaufbaubemühungen.
Am 2. Mai 2015 wurde das Regiment mit den 9th/12th Royal Lancers (Prince of Wales’s) zu den Royal Lancers verschmolzen. Die Royal Lancers führen die Traditionen der Queen’s Royal Lancers bis heute weiter. 

## Colonels
Colonel-in-Chief des Regiments war:
- 1993–2015: Queen Elizabeth II.

Colonel of the Regiment waren:
- 1993–1995: Major-General Alastair Wesley Dennis
- 1995–2001: Lieutenant-General Sir Richard Swinburn
- 2001–2006: Brigadier William James Hurrell
- 2006–2011: Major-General Andrew Cumming
- 2011–2015: Major-General Patrick Marriott

## Battle Honours
Zusätzlich zu den Battle Honours, die das Regiment von seinen beiden Vorgängerregimentern weiterführte, wurden dem Regiment folgende Battle Honours verliehen (englische Originalbezeichnungen):
- Al Basrah
- Iraq 2003